# Diseño urbano
El diseño urbano, o diseño urbanístico, está orientado a interpretar la forma y el espacio público con criterios físico-estético-funcionales, buscando satisfacer las necesidades de las comunidades o sociedades urbanas, dentro de una consideración del beneficio colectivo en un área urbana existente o futura, hasta llegar a la conclusión de una estructura urbana a seguir. Por lo tanto el diseño urbano realiza la planeación física en niveles de análisis como son la región, el centro urbano, el área urbana y hasta el mismo mobiliario urbano.
Tradicionalmente ha estado referida a una disciplina dentro del planeamiento urbano, de la arquitectura paisajística, o más contemporáneamente vinculada con disciplinas emergentes como el urbanismo paisajístico. Independientemente del crecimiento prominente de las actividades de estas disciplinas, está mejor conceptualizada como una práctica de diseño que opera en la intersección de las tres, y por lo tanto, requiere de un buen entendimiento de otras implicancias, tal como economía urbana, economía política y teoría social.
La teoría del diseño urbano trata primariamente el diseño y la gestión del espacio público (como por ejemplo el ámbito público, el área pública, o el dominio público), y la forma en que los lugares públicos se experimentan y usan.
El espacio público incluye la totalidad de los espacios usados libremente en el día a día por el público en general, como las calles, las plazas, los parques y la infraestructura pública. Algunos aspectos de los espacios de propiedad privada, como las fachadas de los edificios o los jardines domésticos, que también contribuyen al espacio público y son por lo tanto consideradas por la teoría del diseño urbano. Algunos de los escritores que abogado y tratado sobre esta disciplina son Gordon Cullen, Jane Jacobs, Christopher Alexander, William H. Whyte, Kevin Lynch, Aldo Rossi, Robert Venturi, Colin Rowe, Peter Calthorpe y Jan Gehl.
El diseño urbano es un campo íntimamente relacionado con el planeamiento urbano, pero se diferencia de este, en el enfoque a las mejoras físicas del ambiente público, ya que en la práctica el planeamiento urbano se centra en la administración de la urbanización privada a través del planeamiento de esquemas y otros controles estatales de urbanización.

## Teoría

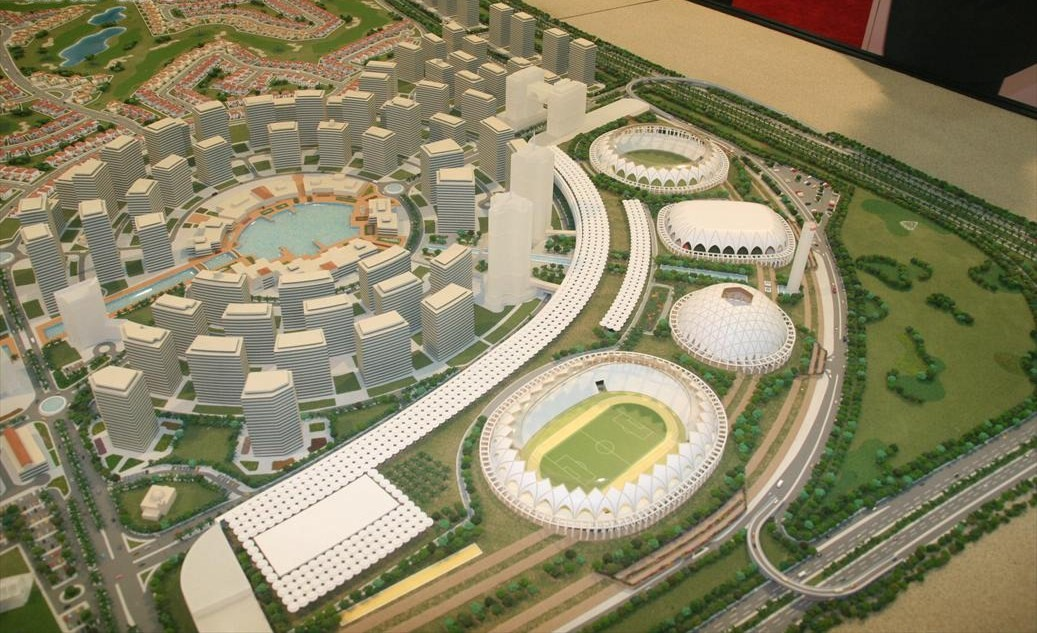
Modelo de Dubai Sports City en Dubai, Emiratos Árabes Unidos

El diseño urbano se ocupa de la escala más amplia de grupos de edificios, infraestructuras, calles y espacio públicos, barrios y distritos enteros, y ciudades enteras, con el objetivo de hacer entornos urbanos que sean equitativos, bellos, performativos y sostenibles.
El diseño urbano es un campo interdisciplinar que utiliza los procedimientos y los elementos de la arquitectura y otras profesiones relacionadas, incluyendo diseño del paisaje, planificación urbana, ingeniería civil e  ingeniería municipal. Toma prestados conocimientos sustantivos y procedimentales de la administración pública, la sociología, el derecho, la geografía urbana, la economía urbana y otras disciplinas afines de las ciencias sociales y del comportamiento, así como de las ciencias naturales. En tiempos más recientes han surgido distintos subcampos del diseño urbano, como el diseño urbano estratégico, el urbanismo paisajístico, el diseño urbano sensible al agua y el urbanismo sostenible. El diseño urbano exige la comprensión de un amplio abanico de materias, desde la geografía física a las ciencias sociales, y el aprecio por disciplinas como el desarrollo inmobiliario, la economía urbana, la economía política y la teoría social.
Los diseñadores urbanos trabajan para crear ciudades inclusivas que protejan los bienes comunes, garanticen la igualdad de acceso a los bienes públicos y su distribución, y satisfagan las necesidades de todos los residentes, especialmente las mujeres, las personas de color y otras poblaciones marginadas. Mediante intervenciones de diseño, los diseñadores urbanos trabajan para revolucionar la forma en que conceptualizamos nuestros sistemas sociales, políticos y espaciales como estrategias para producir y reproducir un futuro más equitativo e innovador.
El diseño urbano consiste en establecer conexiones entre las personas y los lugares, el movimiento y la forma urbana, la naturaleza y el tejido construido. El diseño urbano aúna las múltiples facetas de la creación de espacios, la gestión medioambiental, la equidad social y la viabilidad económica en la creación de lugares con belleza e identidad propias. El diseño urbano aúna estos y otros aspectos, creando una visión para una zona y desplegando después los recursos y conocimientos necesarios para hacer realidad esa visión.
La teoría del diseño urbano se ocupa principalmente del diseño y la gestión del espacio público (es decir, el "entorno público", el "ámbito público" o el "dominio público"), y del modo en que se utilizan y se viven los lugares públicos. El espacio público incluye la totalidad de los espacios utilizados libremente a diario por el público en general, como calles, plazas, parques e infraestructuras públicas. Algunos aspectos de los espacios de propiedad privada, como las fachadas de los edificios o los jardines domésticos, también contribuyen al espacio público y, por tanto, también se tienen en cuenta en la teoría del diseño urbano.

## Historia
Aunque el uso profesional contemporáneo del término "diseño urbano" data de mediados del siglo XX, el diseño urbano como tal se ha practicado a lo largo de la historia. Existen ejemplos antiguos de ciudades cuidadosamente planificadas y diseñadas en Asia, África, Europa y América, y son especialmente conocidas en las culturas clásica china, romana y griega. En concreto, Hipódamo de Mileto fue un famoso griego antiguo arquitecto y urbanista, y académico de todo tipo que a menudo es considerado como un "padre de la planificación urbana europea", y el homónimo del "plan de Hipodamo", también conocido como el  plan de cuadrícula de un diseño de la ciudad.
Las ciudades medievales europeas se consideran a menudo, y de forma errónea, ejemplos de desarrollo urbano no diseñado u "orgánico". Hay muchos ejemplos de diseño urbano meditado en la Edad Media. En Inglaterra, muchas de las ciudades enumeradas en el Burghal Hidage del siglo IX fueron diseñadas en cuadrícula, con ejemplos como Southampton, Wareham, Dorset y Wallingford, Oxfordshire, que se crearon rápidamente para proporcionar una red defensiva contra los invasores daneses. La Europa occidental del siglo XII trajo consigo una renovada atención a la urbanización como medio de estimular el crecimiento económico y generar ingresos. El sistema de burgage de esa época y sus parcelas burguesas asociadas aportaron una forma de diseño autoorganizado a las ciudades medievales. Las retículas rectangulares se utilizaron en las  bastidas de la Gascuña de los siglos XIII y XIV, y en las nuevas ciudades de Inglaterra creadas en el mismo periodo.[cita requerida]
A lo largo de la historia, el diseño de calles y la configuración deliberada de espacios públicos con edificios han reflejado normas sociales contemporáneas o creencias filosóficas y religiosas. Sin embargo, el vínculo entre el espacio urbano diseñado y la mente humana parece ser bidireccional. De hecho, el impacto inverso de la estructura urbana en el comportamiento humano y en el pensamiento se evidencia tanto en los estudios de observacional como en los registros históricos. Hay indicios claros del impacto del diseño urbano del Renacimiento en el pensamiento de Johannes Kepler y Galileo Galilei. Ya René Descartes en su Discurso del Método había dado fe del impacto que las nuevas ciudades planificadas del Renacimiento tuvieron en su propio pensamiento, y existen muchas pruebas de que el paisaje urbano renacentista fue también el estímulo perceptivo que había conducido al desarrollo de la geometría de coordenadas.

## Factores que influyen en el confort urbano
Características del Entorno:
Definir unas condiciones de confort aplicables a cualquier tipo de espacio público urbano, a todas las actividades humanas susceptibles de ser desarrolladas en ellos en cualquier momento y ubicación geográfica, resulta una tarea sumamente compleja y en muchos casos imposible dada la variedad de casos.
Entendemos el Confort como el conjunto de condiciones óptimas que deben coincidir simultáneamente en un espacio público para lograr su máximo aprovechamiento o disfrute para una actividad y un momento concreto.
El Confort en el espacio público urbano viene determinado por distintos factores: condicionantes térmicos, escala urbana, ocupación del espacio público, paisaje urbano, percepción de seguridad, condiciones acústicas, calidad del aire, ergonomía. Todos estos parámetros están interconectados. La alteración de uno de ellos repercute en la calidad de los demás. Se plantean a continuación algunas de estas problemáticas:

### Escala urbana
La relación entre la altura de las edificaciones y la separación de los bloques ha sido motivo de estudio particularmente al inicio  del Movimiento Moderno por su incidencia en el soleamiento de las viviendas, aunque sin analizar su importancia en el espacio público. Desde este último punto de vista, la AEUB(ii) propone el indicador del ancho de la sección. 

La proporción de la calle también es determinante para la colocación de arbolado de porte grande o pequeño en las aceras, plazas, jardines y la creación de corredores verdes urbanos. La forma y tamaño de los espacios libres deben guardar proporcionalidad con los niveles de frecuentación y de actividad esperados, una mayor superficie no presupone una mayor calidad como ha demostrado la experiencia de los espacios interbloques de la ciudad funcional. Si se multiplican las actividades en los espacios libres se enriquece la vida en ellos, se aumenta el número de usuarios y se reutiliza la inversión.

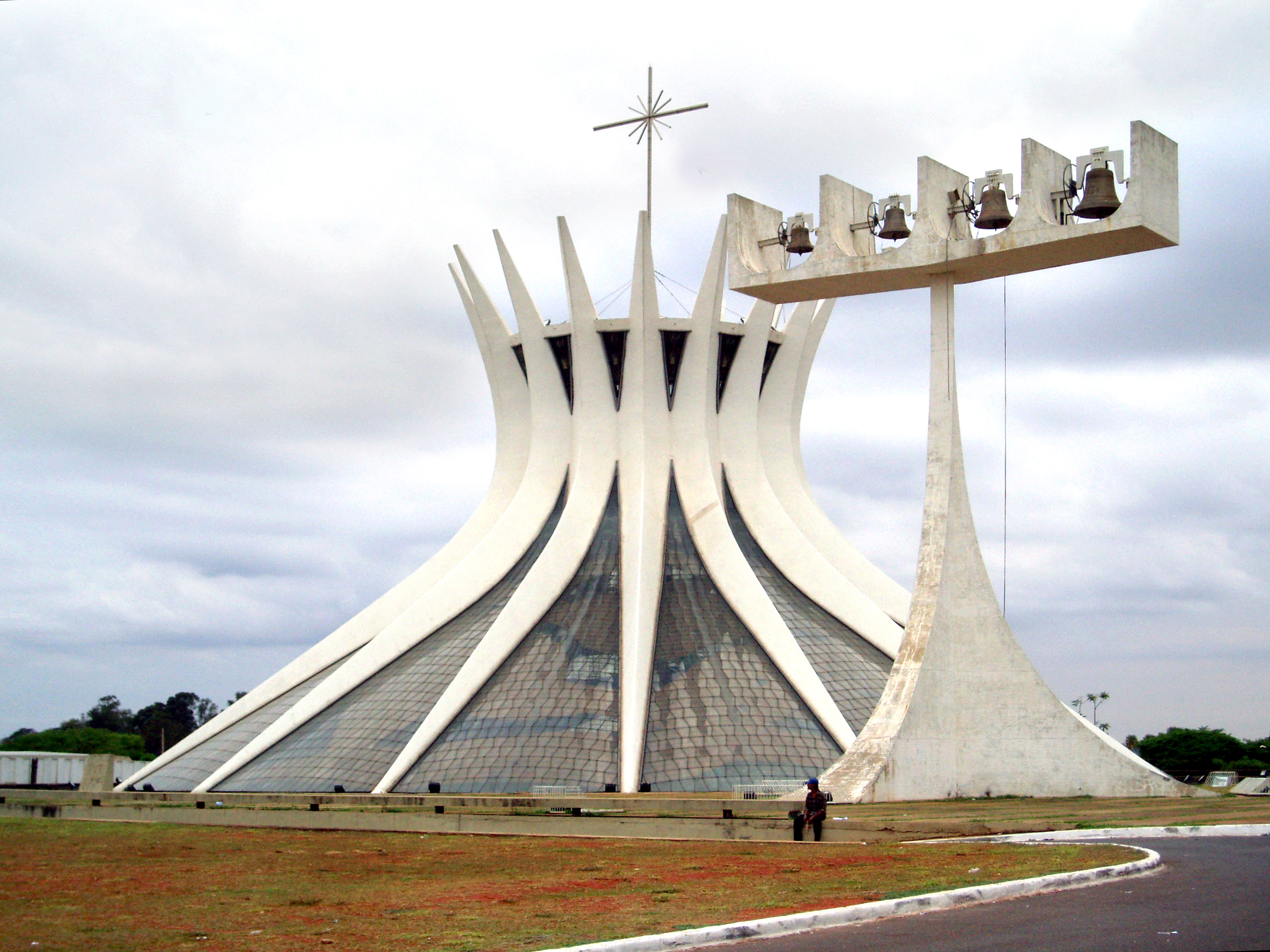
La catedral de Brasilia, una ciudad con diseño urbano único.

### Paisaje urbano
Existen múltiples formas de paisaje: comercial, histórico, arquitectónico, natural, todas ellas con gran carga subjetiva. El componente estético del paisaje es una herramienta muy valiosa para generar confort. Paisaje Urbano entendido desde una perspectiva puramente visual, como la idea de la percepción que tenemos del entorno y de una posición específica dentro del área urbana.
Independientemente de su atractivo podemos crear un ambiente confortable rompiendo la monotonía y creando interés en el paseante a través de la existencia de focos de atracción intermitentes e hitos a lo largo del paisaje urbano
En todo caso aunque los focos de atracción proyectados destaquen es importante su integración en un tejido urbano homogéneo.

### Percepción de seguridad
Para lograr un entorno libre de amenazas debe existir cohesión social y proyectar la ciudad de modo que se potencie la visibilidad del espacio y su transparencia, utilizando elementos arquitectónicos que fomenten la vigilancia natural entre conciudadanos.

## Principios del diseño urbano
Los espacios públicos están frecuentemente sujetos a la superposición de responsabilidades de múltiples agencias o autoridades e intereses de propietarios cercanos, así como los requerimientos de múltiples y a veces competentes usuarios. Por lo tanto el diseño, la construcción y la administración del espacio público, demanda la consulta y negociación entre una variedad de esferas. Los diseñadores urbanos raramente tienen el grado de libertad o control artístico ofrecido en otras profesiones del diseño como la arquitectura. Normalmente requiere de colaboración multidisciplinar con representación balanceada de los múltiples campos, incluyendo la ingeniería, ecología, historia local y planeamiento del transporte urbano.
El diseño urbano tiene en consideración los siguientes aspectos:
- Estructura urbana: Cómo los lugares se posicionan juntos y cómo las partes se interrelacionan unas con otras.
- Tipología, densidad y sustentabilidad urbana: tipos de espacios y morfologías relacionadas con la intensidad de uso, consumo de recursos, producción y mantenimiento de comunidades viables.
- Accesibilidad: Proveer una opción fácil y segura para moverse entre los espacios.
- Legibilidad y guiamiento: Ayudar a las personas a encontrar el camino y entender cómo funciona el espacio.
- Animación: Diseñar espacios para simular actividad pública.
- Mezcla de usos complementarios: Localización de actividades que permiten interacción contructiva entre ellas.
- Caracterización y significación: Reconocer y valorar las diferencias entre un espacio y otro.
- Continuidad y cambio: localizar las personas en tiempo y espacio, incluyendo lo que respecta al patrimonio y el soporte para la cultura contemporánea.
- Sociedad civil: Hacer espacios donde las personas sean libres de encontrarse unas con otras como iguales cívicos, una componente importante en la construcción del capital social.